# 碘化钕
碘化钕是一种钕的碘化物，化学式为NdI3。

## 制备
碘化钕可由氧化钕和氢碘酸反应，结晶出水合物。水合物和碘化铵加热，得到无水物。
Nd2O3 + 6 HI → 2 NdI3 + 3 H2O